# Zona pellucida
Zona pellucida (množina zonae pellucidae) je glikoproteinski sloj koji okružuje staničnu membranu oocite sisavaca. To je važan sastavni dio oocite. Zona pellucida se najprije pojavljuje u primarnoj oociti. Izlučuje ju oocita i folikularne stanice. Okružuje ju cumulus oophorus, nakupinu stanica koja je zadužena za brigu o jajetu kada izađe iz jajnika. Izgrađena je od kubičnih stanica folikulnog epitela.
U nekim drugim tekstovima, spominju se i drugi nazivi zone pellucide: zona striata i stratum lucidum (not to be confused with the stratum lucidum of the skin).

## Uloga
Ova struktura veže za sebe spermij, te je potrebna kako bi se započela akrosomska reakcija. Važna je i zato što sprječava polispermiju, sudjeluje u razvoju blastociste te sprječava preranu implantaciju zametka u endometrij maternice (ektopična trudnoća).
Kod čovjeka se pet dana nakon oplodnje, prije nego što se implantira u endometrij maternice, blastocista "izlegne" iz zone pellucide; zona pellucida se razlaže kako bi ju mogla zamijeniti nakupina stanica koja nosi naziv trofoblast. Njezini glikoproteini pomoću kojih se spermij veže za nju posebno su važni kod životinja koje prakticiraju vanjsku oplodnju, kao što su ribe.

## Glikoproteini zone pellucide
Zona pellucida sadrži 4,8 ng bjelančevina, što čini 80% njezine suhe tvari te 17% svih bjelančevina oocite. Četiri su glavna glikoproteina zone pellucide, označena ZP1-4. Najčešće su sastavljeni od otprilike 260 aminokiselina. ZP1, ZP3 i ZP4 su važni za vezanje spermija i započinjanje akrosomske reakcije. Uspjeh oplodnje ovisi o sposobnosti spermija da se probije kroz izvanstanični matriks koji okružuje jajnu stanicu.
Kod miša (koji najbolje karakterizira značajke sisavaca), zonalni glikoprotein ZP3 je odgovoran za vezanje spermija tako što prianja na proteine koji se nalaze u staničnoj membrani spermija (GalT).  ZP3 je potom umiješan u započinjanje akrosomske reakcije, u kojoj spermij procesom egzocitoze ispušta sadržaj svog akrosoma (npr. enzimi).
Prema jednom imunokemijskom istraživanju djelovanja glikoproteina tijekom folikulogeneze, unutar većine primordijalnih folikula dokazana je prisutnost glikoproteina ZP1 i ZP3 (93, odnosno 95%), dok se ZP2 nalazio u samo 32% tih folikula.

## Vanjske poveznice
- um.edu.mt
- um.edu.mt